# Polyacanthocephala
Polyacanthocephala, najmanji od tri razreda u koljenu Acanthocephala. Jedini rod u njemu je Polyacanthorhynchus, smješten u vlastitu porodicu Polyacanthorhynchidae i red Polyacanthorhynchida.

## Vrste
1. Polyacanthorhynchus caballeroi Diaz-Ungria & Rodrigo, 1960
2. Polyacanthorhynchus kenyensis Schmidt & Canaris, 1967
3. Polyacanthorhynchus macrorhynchus (Diesing, 1856)
4. Polyacanthorhynchus rhopalorhynchus (Diesing, 1856)